# 諦利巴
諦利巴(梵文：Dhilipa)，印度大乘密宗人士，八十四成就者之一。

## 簡介
諦利巴是薩利鋪札的油商，善於做生意，因此非常有錢，每天如國王般恣意享樂，某天來了位名叫巴哈拿的瑜珈士，向諦利巴闡釋輪迴的種種痛苦和出離輪迴的方法。於是諦利巴對瑜珈士生起信心向他求法。之後禪修六年證得成就，光芒從他的身體四散，遍照附近地區。
有人目睹這個景象，就向國王報告。於是國王親自前往觀察，發現的確如此，且心中也感受到無垢的大樂；其他人雖然沒有感受相同的喜悅，但是也都生起了信心。於是諦利巴傳授眾人佛法，多年之後，諦利巴與眾多徒眾共同進入了勇父的淨土。